# Жанауба (Минас-Жерайс)
Жанауба (порт. Janaúba) — муниципалитет в Бразилии, входит в штат Минас-Жерайс. Составная часть мезорегиона Север штата Минас-Жерайс. Входит в экономико-статистический микрорегион Жанауба. Население составляет 70 093 человека на 2006 год. Занимает площадь 2188,842 км². Плотность населения — 32,0 чел./км².

## История
Город основан 27 декабря 1948 года. 

## Статистика
- Валовой внутренний продукт на 2003 год составляет 192 357 254,00 реалов (данные: Бразильский институт географии и статистики).
- Валовой внутренний продукт на душу населения на 2003 год составляет 2904,73 реалов (данные: Бразильский институт географии и статистики).
- Индекс развития человеческого потенциала на 2000 год составляет 0,716 (данные: Программа развития ООН).

## География
Климат местности: тропический.